# María Teresa Torras
María Teresa Torras (Menorca, 2 de enero de 1927 - Caracas, 7 de marzo de 2009) apellido de nacimiento Recoder fue una artista plástica y escultora venezolana especializada en expresiones artísticas tales como: escultura, textiles y orfebrería. 

## Biografía
Nació en la localidad de Villacarlos, Menorca, Islas Baleares. En 1930 a los tres años su familia se traslada a Barcelona.
De 1940 a 1943 estudia pintura y diseño con su tío José María Recoder y con José Borrás. Posteriormente, en 1956 emigra a Venezuela con su familia. De 1961 a 1965 aprende joyería con Enrique Pérez Escribano, al tiempo que perfecciona su técnica en el Taller Libre de Arte.

## Ámbito artístico
En 1969 presenta dibujos informalistas en el XXX Salón Oficial Anual de Arte Venezolano, Caracas. Durante cierto tiempo realiza pinturas con predominio del blanco y negro, mientras cultiva el esmalte sobre el metal. En 1971 se dedica al diseño de joyas, en las que introduce elementos de geometría variable (piezas movibles). En 1972 impresionada por una exposición de tapices del catalán Josep Grau-Garriga, comienza a investigar y aprender de manera autodidacta las técnicas de la tapicería. Al año siguiente se presenta en el Museo de Bellas Artes de Puerto Rico y Universidad Católica de Ponce (Puerto Rico); ese mismo año recibe el premio de Artes Aplicadas en el XXX Salón Arturo Michelena, Valencia. En 1974 logra el Premio Universidad de Carabobo en el II Salón Nacional de Artes del Fuego celebrado en Caracas. En 1975 emprende una larga gira de investigación por diversos talleres textiles en la India, Tailandia y Nepal, observando sobre todo los de los refugiados tibetanos cerca de Katmandú. Participa en una colectiva de tapices en la Universidad de Nebraska, Estados Unidos. En 1976 es galardonada con el Premio Nacional de Artes del Fuego (Medalla de Oro) en el IV Salón Nacional de Artes del Fuego, Valencia, Edo. Carabobo. En 1978 participa con otros siete venezolanos en una muestra de tapices organizada en la sede de la Unesco (París) por Arturo Uslar Pietri, embajador de Venezuela ante dicho organismo. En ese periodo comienza con el tejido de los troncos (Testigos Silentes) utilizando el sisal. En 1981 su monumental Presencia de un pasado vegetal, conjunto de cinco troncos tejidos en sisal, es seleccionado (junto con otros 64 artistas de 19 países entre cerca de mil obras concursantes) para participar en la Décima Bienal Internacional de la Tapicería en el Museo Cantonal de Lausana, Suiza (20 de julio - 4 de octubre). Después de Gego es la segunda artista venezolana admitida por rigurosa selección en dicho certamen. Pocos meses después, a propuesta del crítico argentino Jorge Glusberg, es invitada oficialmente por los organizadores a la IV Trienal de Tapicería ´Fiber Artist and Designers´´ en el Museo Central de Textiles en Lodz, Polonia.
En 1982 empieza a instruirse en la realización de papel artesanal y experimenta con fibras naturales. Ejecuta una serie de obras donde explora las cualidades de estos materiales y sus gamas de texturas. En 1990 expone en el Museo de Bellas Artes de Caracas sus Troncos y palmeras en una exposición que titula Testigos silentes. A partir de 1991 comienza a trabajar con el hierro y esculpe una serie de esculturas inicialmente tituladas Guerreros y posteriormente Macabeos. En la creación de estas esculturas utiliza acero, hierro oxidado, madera y sisal. En los Macabeos, la figura X se introduce como elemento de composición plástica. En 1977 retoma este símbolo y lo desarrolla en una serie de esculturas en las que sintetiza elementos constructivos con la fuerza orgánica de la madera. El resultado se exhibe bajo el nombre de Código X en el Museo de Arte Contemporáneo de Caracas Sofía Imber.
En 1998 es merecedora del Sumitomo Marine and Fire Insurance Price III Trienal celebrado en Osaka, Japón por sus esculturas conocidas como Macabeos. En 1999 obtiene el Primer lugar en el Concurso La Escultura del Espacio Urbano (Ciudad Ecológica Escultura), donde posteriormente se construye la obra en las adyacencias del Ateneo de Caracas. En el 2001 es merecedora del Premio Francisco Narváez Escultura. V Bienal de Artes Plásticas de Puerto La Cruz, Venezuela. 
De 2004 a 2005 sintetiza los conocimientos adquiridos a lo largo de su carrera creando unas esferas de acero inoxidable de dos metros de diámetro y otra escultura del mismo material que expresa una X sin Fin, símbolo característico de su carrera como artista.

## Exposiciones individuales
- 2006, Síntesis Geométrica. Galería D’Museo, Caracas, Venezuela.
- 2001, Lanzas Contra El tiempo. Galería D’Museo, Caracas, Venezuela.
- 1998, “Código X”, Museo de Arte Contemporáneo de Caracas Sofía Imber, Caracas.
- 1994, “Macabeos”, Galería de Arte Nacional, Caracas. “Torsos Fragmentados”, Galería UNO, Caracas.
- 1990, “Testigos Silentes”, Museo de Bellas Artes, Caracas.
- 1984, Sala Mendoza, Caracas. Museo de Arte Moderno “Mario Abreu”, Aragua.
- 1979, “Tapices”, Galería de Arte/Contacto, Caracas.
- 1976, Joyas, Galería de Arte/Contacto, Caracas.
- 1973, Museo de Bellas Artes, San Juan de Puerto Rico. Joyas, Galería de Arte/Contacto, Caracas.
- 1971, “Del Blanco al Negro” (Dibujos), Galería Track, Caracas.

## Exposiciones colectivas

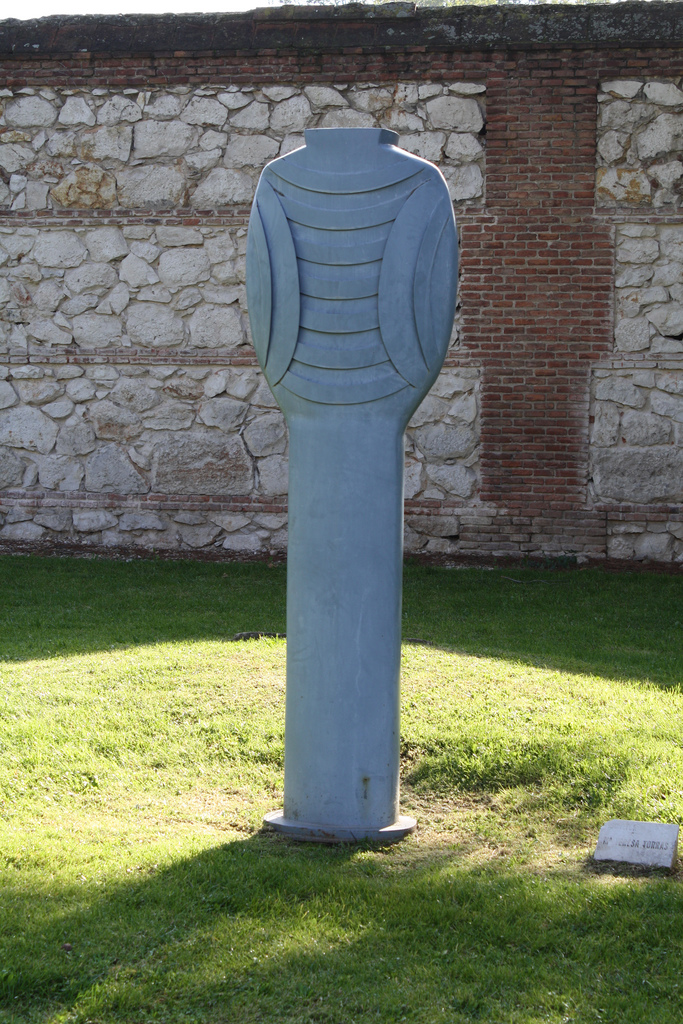
Museo de Escultura al Aire Libre de Alcalá de Henares (1993).

- 1983, II Salón Michoacano Internacional del Tapiz en Miniatura, Morelia, Michoacán, México.
- 1983, II Bienal Nacional de Artes Visuales. Museo de Arte Contemporáneo de Caracas Sofía Imber. Caracas, Venezuela.
- 1983, X Salón Nacional de las Artes del Fuego, Carabobo, Venezuela
- 1983, XLI Salón Arturo Michelena, Carabobo, Venezuela
- 1982, XL Salón Arturo Michelena, Ateneo de Valencia, Carabobo, Venezuela
- 1982, I Salón Nacional de Esculturas, Museo de Barquisimeto, Lara.
- 1981, 10e Biennale Internationale de la Tapisserie, Musée Cantonal des Beaux-Arts, Lausanne, Suiza.
- 1981, I Bienal de Arte Nacional, Caracas- Venezuela
- 1981, IV Trienal de Tapicería “Fiber Arts and Designers”, Museo Central de Textiles, Lódz, Polonia.
- 1978, “Tapices”, Maison de L’UNESCO, París, Francia.
- 1978, “Tapices”, Sala de la Gobernación del Distrito Federal, Caracas, Venezuela
- 1977, Salón de Orfebrería, Museo Boggio, Caracas, Venezuela
- 1977, “Tapices”, Crucero Cultural por el Caribe.
- 1976, IV Salón Nacional de Artes de Fuego, Carabobo, Venezuela
- 1976, I Salón de Orfebrería, Museo Casa del Correo del Orinoco, Bolívar, Venezuela
- 1975, “Tapices”, Universidad de Nebraska, Estados Unidos.
- 1975, Banco Central de Venezuela (Organizada por la UNESCO)
- 1974, “Joyas de Venezuela” (ONU), Caracas-Venezuela
- 1974, II Salón nacional de Artes de Fuego, Caracas-Venezuela
- 1974, “Arte Venezolano”, Museo de Arte Moderno, Lima, Perú.
- 1973, XXXI Salón Arturo Michelena, Ateneo de Valencia, Carabobo, Venezuela
- 1972, XXX Salón Arturo Michelena, Ateneo de Valencia, Carabobo, Venezuela
- 1972, Sala Mendoza, Caracas-Venezuela
- 1969, VII Salón de Arte Actual, Barcelona, España
- 1969, Salón Nacional de Dibujo, Museo de Bellas Artes, Caracas, Venezuela
- 1969, XXX Salón Oficial Anual de Arte Venezolano, Caracas.

## Reconocimientos
- 2001, Premio Francisco Narváez Escultura. V Bienal de Artes Plásticas de Puerto La Cruz, Venezuela.
- 1999, Primer lugar, Concurso La Escultura del Espacio Urbano, Patrocinado por Cementos Caribe C.A..
- 1998, Premio "Sumitomo Marine & Fire Insurance" III Trienal de Osaka, Japón.
- 1998, Gran Premio Bienal del Táchira, Venezuela.
- 1992, Artista Invitada VI Bienal Nacional de Escultura, Museo Francisco Narváez, Porlamar, Venezuela.
- 1991, Gran Premio Salón de Aragua, XVI Salón Nacional de Arte de Aragua, Venezuela. XVI Salón Nacional de Artes de Aragua.“Testigos Silentes”. Aragua, Venezuela.
- 1986, Accésit al Premio Municipal de Artes Visuales, Concejo Municipal del Distr. Federal Caracas, Venezuela.
- 1985, Diploma y Medalla para Donantes, Museo Central del Textil, Lódz, Polonia.
- 1985, Diploma Simposio Iberoamericano de Escultura, Santo Domingo, República Dominicana.
- 1982, Mención Especial, I Salón Nacional de Escultura, Museo de Barquisimeto.
- 1981, Diploma IV Trienal Internacional “Fiber Arts and Designers”, Lódz, Polonia.
- 1976, Premio de Artes de Fuego: (Medalla de Oro), IV Salón Nacional de Artes del Fuego, Valencia, Venezuela.
- 1974, Premio Universidad de Carabobo. II Salón Nacional de Artes del Fuego, Caracas, Venezuela.
- 1973, Premio de Artes Aplicadas, XXX Salón Arturo Michelena, Valencia, Venezuela.